# Bassemberg
Bassemberg (Bassenberg in tedesco) è un comune francese di 225 abitanti situato nel dipartimento del Basso Reno nella regione del Grand Est.

## Società

### Evoluzione demografica
Abitanti censiti